# Шепси (река)
Шепси́ (адыг. Щэпс) — река на Западном Кавказе, у южной границы Туапсинского района Краснодарского края. Длина реки — 15 км, площадь водосборного бассейна — 57,5 км².
Берёт начало на склонах горы Псеушхо, впадает в Чёрное море. В устье реки расположен курортный посёлок Шепси. Недалеко от реки Шепси проходит западная граница Сочи.
Русское название реки происходит от адыг. Щэпс, что переводится как «молочная река» (адыг. Щэ — «молоко», адыг. псы — «река»), либо «сторечная» (адыг. Щъэ — «сто») — в верховьях у реки много притоков. Возможен также перевод «безводная» или происхождение от адыг. Щы — «три» (в среднем течении реки есть место, где одновременно сливаются три реки), что некоторые исследователи считают бездоказательным.

## Фотографии

Устье реки
Коса из гальки при впадении реки в море (размывается при шторме)
Железнодорожный мост через реку